# Ломен, Лев Николаевич
Лев Николаевич Ломен (11 января 1846 — 16 февраля 1886) — капитан 2-го ранга российского императорского флота. Участник трёх кругосветных плаваний.

## Биография
Лев Ломен происходил из дворян Санкт-Петербургской губернии из семьи морской династии.
- Дед — вице-адмирал Ломен Фёдор Яковлевич (?—1822)[1]
- Отец — капитан-лейтенант Ломен Николай Фёдорович (8.09.1802—12.03.1870)
- Мать — Елена Вильсон
- Старший брат — Ломен Николай Николаевич (28 мая 1843 — апрель 1909)
- Сводный брат и сёстры — Фёдор, Елена и Изабелла (мать Констанция Богдановна Вульф)

## Служба
Обучался в Морском училище в Санкт-Петербурге. В 1863 году в чине гардемарина Лев Ломен на корвете «Варяг» под командованием Р. А. Лунда в составе Атлантической эскадры участвовал в экспедиции к берегам Северной Америки. Далее побывал на Дальнем Востоке России, а также в Японии и Китае. В 1864 году произведён в мичманы. В 1867 году на корвете вернулся в Кронштадт, тем самым завершив для себя первое кругосветное плавание.
Далее, уже в чине лейтенанта до 1872 года преподавал кадетам морскую практику на фрегате «Пересвет» под командованием Ф. К. Крузенштерна в Финском заливе. 
В июле 1872 года был перевёден на корвет «Аскольд» под командованием П. П. Тыртова. На корабле с 1872 по 1874 год совершил третье для себя кругосветное плавание. 3 сентября 1877 года «за отлично-усердную и ревностную службу» объявлена благодарность Его Императорского Высочества генерал-адмирал великого князя Константина Николаевича.
18 марта 1878 года назначен старшим офицером клипера «Наездник». 16 апреля 1878 года произведён в капитан-лейтенанты.
Далее в чине капитан-лейтенанта командовал пароходом «Уахо».
24 июня 1878 года назначен командиром строящегося в Америке клипера «Забияка». На корабле совершил полукругосветное плавание 1880—1883 годов из Кронштадта через Суэцкий канал в Тихий океан и обратно. За три года было пройдено 44 830 миль. По окончании плавания возведён в чин капитана 2-го ранга. 15 мая 1883 года «во внимание к засвидетельствованию начальства об отлично-усердной и полезной службе» объявлено Монаршее благоволение.
2 апреля 1884 года назначен командиром корвета «Витязь».
Скончался Лев Николаевич 16 февраля 1886 года. Похоронен на русском кладбище в Ментоне